# Storbritannien i olympiska sommarspelen 1960
Storbritannien deltog med 253 deltagare vid de olympiska sommarspelen 1960 i Rom. Totalt vann de två guldmedaljer, sex silvermedaljer och tolv bronsmedaljer.

## Medaljer

### Guld
- Don Thompson - Friidrott, 50 km gång.
- Anita Lonsbrough - Simning, 200 m bröstsim.

### Silver
- Dorothy Hyman - Friidrott, 100 meter.
- Carole Quinton - Friidrott, 80 meter häck.
- Dorothy Shirley - Friidrott, höjdhopp.
- Natalie Steward - Simning, 100 m ryggsim.
- Allan Jay - Fäktning, värja.
- Allan Jay, Michael Howard, John Pelling, Henry Hoskyns, Raymond Harrison och Michael Alexander - Fäktning, värja.

### Brons
- Dorothy Hyman - Friidrott, 200 meter.
- Stan Vickers - Friidrott, 20 km gång.
- Peter Radford - Friidrott, 100 meter.
- Peter Radford, David Jones, David Segal och Nick Whitehead - Friidrott, 4 x 100 meter.
- Natalie Steward - Simning, 100 m frisim.
- Dick McTaggart - Boxning, lättvikt.
- Jimmy Lloyd - Boxning, weltervikt.
- William Fisher - Boxning, lätt mellanvikt.
- Brian Phelps - Simhopp.
- Elizabeth Ferris - Simhopp.
- Louis Martin - Tyngdlyftning.
- David Broome - Ridsport, hoppning.